# Трофимов, Иван Романович
Иван Романович Трофимов — лауреат Сталинской премии.

## Биография
Иван Романович трудился мастером ремонтного отдела Прядильно-ниточного комбината имени С. М. Кирова. В 1951 году он получил Сталинскую Премию 3 степени (за 1950 год) в области лёгкой и пищевой промышленности за освоение производства и массовое внедрение цельно-металлической пильчатой ленты в хлопчато-бумажную промышленность.
В 1961 году - начальник трепально-чесального цеха Ленинградского прядильно-ниточного комбината имени С. М. Кирова.
Дата смерти Ивана Романовича неизвестна.

## Основные работы
- Автоматический станок для точки шляпок чесальных машин / М-во текстильной пром-сти СССР. Техн. упр. Отд. техн. информации. — Москва : Гизлегпром, 1956.
- Сдвоенные чесальные машины. — Москва : Б. и., 1964. (совместно с Цветковым Б. Н.)
- Кофман Д. М., Трофимов И. Р., Труевцев Н. И. Чесальные машины хлопкопрядильного производства : Устройство, ремонт и обслуживание : [Для индивидуально-бригадного обучения рабочих на производстве]. — Москва : Гизлегпром, 1963.